# Fruct

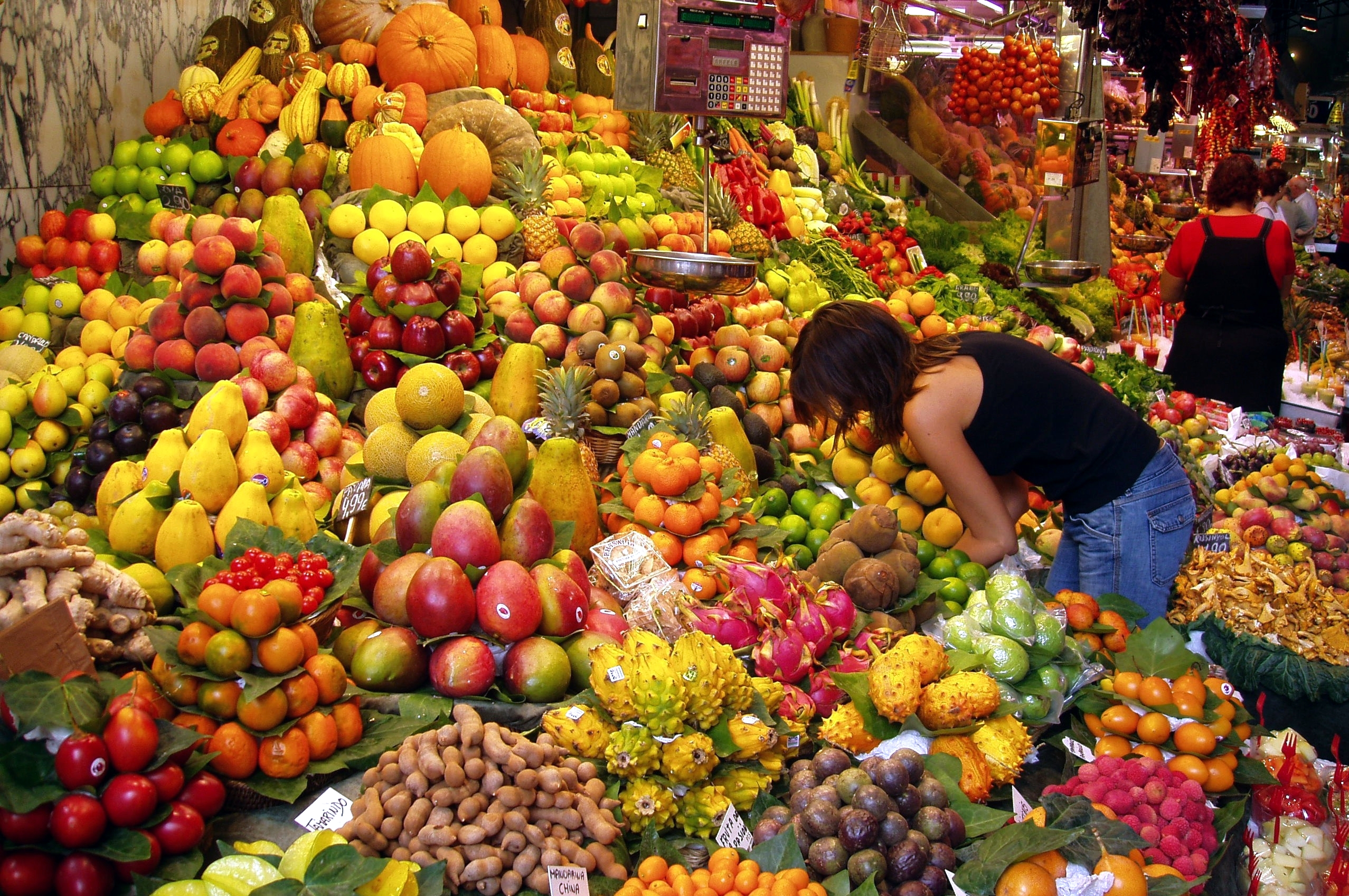
Tarabă cu fructe într-o piață din Barcelona

În botanică, un fruct este organul vegetal care se dezvoltă din ovarul fecundat  (împreună cu semințele acelei plante cu flori). Fructele sunt mijloacele prin care plantele cu flori își împrăștie semințele.

## Formare
După ce ovulul plantei este fecundat, ovarul începe să crească în dimensiuni. Petalele florii cad, iar ovulul se dezvoltă devenind sământă. Creșterea fructului continuă până în momentul în care sămânța a ajuns la maturizare. La unele fructe cu mai mult de o sămânță, dimensiunile finale ale pulpei fructului sunt direct proporționale cu numărul de ovule fertilizate in diferite moduri.

## Utilizări
Majoritatea fructelor au valoare alimentară, fiind consumate atât crude cât și conservate sub formă de gemuri, marmelade, compot etc. Fructele sunt bogate în substanțe dulci, hrănitoare și vitamine. Fructele sunt de asemenea parte componentă a prăjiturilor, înghețatelor, iaurturilor etc.
Dieta formată numai din fructe se numește fructarianism, iar adepții ei sunt fructarieni.

## Tipuri

### Fructe cărnoase dehiscente
Fructele cărnoase sunt de obicei viu colorate datorită antocianilor și carotenoizilor din celule. Celule parenchimatice ale mezocarpului acestora au membrane subțiri și conținutul suculent și bogat; când nu sunt încă mature însă, fructele cărnoase conțin taninuri și acizi organici care le fac astringente și acre.
- Bacă dehiscentă - Ecballium elaterium (plesnitoare)
- Capsulă cărnoasă - Impatiens noli-tangere (slăbănog)
- Drupă dehiscentă - Juglans regia (nuc)

### Fructe cărnoase indehiscente
- Bacă: Solanum lycopersicum (roșie), Vaccinium myrtillus (afin), Vitis vinifera (viță-de-vie)
- Drupă: Prunus avium (cireș), Prunus domestica (prun), Prunus persica (piersic)
- Hesperidă: fam. Rutaceae: Citrus aurantium (portocal), Citrus limon (lămâi)

### Fructe uscate dehiscente
Fructele uscate au celulele pericarpului cu membranele îngroșate, strâns unite între ele și lipsite de sucuri și substanțe nutritive. Pereții fructului au fie o coajă tare (aluna, ghinda), fie un înveliș pergamentos (păstaia, capsula).
- Capsulă loculicidă: Tulipa sylvestris (Trandafir)
- Capsulă poricidă: Papaver rhoeas (mac)
- Capsulă septicidă: Gossypium (bumbac)
- Foliculă: Delphinium consolida (nemțișor-de-câmp)
- Păstaie: Pisum sativum (mazăre)
- Siliculă: Capsella bursa-pastoris (traista-ciobanului)
- Silicvă: Brassica rapa (rapiță)

### Fructe uscate indehiscente
- Achenă: Helianthus annuus (floarea-soarelui)
- Alună: Corylus avellana (alun)
- Cariopsă: Triticum aestivum (grâu)
- Disamară: Acer campestre (jugastru)
- Jir: Fagus sylvatica (fag)
- Ghindă: Quercus robur (stejar)
- Monosamară: Fraxinus excelsior (frasin)

### Fructe multiple
- Poliachenă: Fragaria moschata (căpșun)
- Polidrupă: Rubus caesius (mur), Rubus idaeus (zmeur)

### Fructe compuse
- Siconă: Ficus carica (smochin)
- Soroză: Morus nigra (dud negru)
- Știulete: Zea mays (porumb)
- Hesperidă: Citrus aurantiacum (portocal)
- Melonidă: Citrullus lanatus (pepene roșu)
- Poamă: Cydonia oblonga (gutui), Malus pumila (măr), Pyrus domestica (păr)

### Fructe false
- Pseudobacă: Juniperus communis (ienupăr)
- Pseudodrupă: Gingko biloba (ginkgo biloba)